# Neumann József (újságíró)
Neumann József (Kolozsvár, 1908. május 9. – Kolozsvár, 1969. április 8.) erdélyi magyar újságíró, közíró, szociáldemokrata politikus.

## Életútja
Szülővárosában végzett négy gimnáziumi osztály után villanyszerelői szakmát tanult. Részt vett a szociáldemokrata munkásmozgalomban; 1945–1948 között a kolozsvári Szakszervezeti Tanács elnöke és ugyanakkor a helyi Szociáldemokrata Párt alelnöke is.
Cikkei 1929–1934-ben a Szociáldemokrata Párt erdélyi magyar nyelvű hetilapjában, a Munkás Újságban, 1947-ben az Erdélyi Munkás Naptárban, 1944–1948 között a Szociáldemokrata Párt Kolozsvárt megjelenő napilapjában, az Erdélyben jelentek meg, amelynek abban az időben szerkesztőbizottsági tagja volt. Ugyanebben a minőségben jegyezte Lakatos Istvánnal, Veress Pállal, Zoltán Ferenccel, Somlyai Lászlóval, Dombi Imrével és Alexa Augustinnal együtt az 1945–1946-ban megjelent Szakszervezet című lapot is.